# فرودگاه جزیره یونیون
فرودگاه جزیره یونیون (به انگلیسی: Union Island Airport) یک فرودگاه همگانی با کد یاتا UNI است که یک باند فرود سنگفرش دارد و طول باند آن ۷۵۲ متر است. این فرودگاه در کشور سنت وینسنت و گرنادین‌ها قرار دارد.